# Melambrotus zulu
Melambrotus zulu là một loài côn trùng trong họ Ascalaphidae thuộc bộ Neuroptera. Loài này được Tjeder miêu tả năm 1992.